# Lucrecia Merico
Lucrecia Merico (* im 20. Jahrhundert in Buenos Aires) ist eine argentinische Tangosängerin.

## Leben
Die Großnichte des Tangokomponisten Salvador Merico nahm 1998 am 1º Festival Internacional Buenos Aires Tango der Stadt Buenos Aires teil. Im Folgejahr nahm sie an der von der Secretaría de Cultura de la Nación organisierten Veranstaltung Las Voces del Tango teil. 2000 war sie Finalistin im landesweiten Wettbewerb Pre Cosquín. Vom November des Jahres bis zum Februar 2001 trat sie in der Reihe Melodías de Arrabal im Centro Cultural Recoleta in Buenos Aires auf, 2002 in der Reihe Qué sapa señor in der Biblioteca Nacional. Ende 2002 gastierte sie bei einer Tour durch Chile in Valparaíso und Santiago. In der Folgezeit präsentierte sie ihre Show Los cien barrios porteños.